# 內戈伊鄉
45°36′N 22°45′E / 45.600°N 22.750°E
內戈伊鄉（羅馬尼亞語：Comuna Negoi, Dolj），是羅馬尼亞的鄉份，位於該國西南部，由多爾日縣負責管轄，處於布加勒斯特以西230公里，每年平均降雨量919毫米，海拔高度36米，2007年人口2,406。